# Karonge (vattendrag i Bubanza)
Karonge är ett vattendrag i Burundi.   Det ligger i provinsen Bubanza, i den nordvästra delen av landet, 40 kilometer norr om huvudstaden Bujumbura.
Omgivningarna runt Karonge är en mosaik av jordbruksmark och naturlig växtlighet. Runt Karonge är det tätbefolkat, med 383 invånare per kvadratkilometer.